# Накара
Накара (англ. Nagara people) — плем'я аборигенів Австралії в Арнемленді на півночі Австралії.

## Ареал
Накара займають територію 520 км2 біля затоки Баукаут (англ. Boucaut Bay) і простягаються на південний захід до річки Блайт.

## Історія
Зіткнувшись із загрозою зникнення, плем'я катялівія асимілювалося і стало частиною племені накара. Внаслідок цього плем'я накара розтяглося до території колишнього племені катялівія.

## Мова
Плем'я спілкується однойменною мовою кунвінькуської сім'ї. 2016 року залишалося 58 носіїв мови накара.